# Premio Kalinga
Il premio Kalinga per la divulgazione scientifica fu istituito nel 1952 dall'UNESCO, grazie ad una donazione da parte dell'uomo politico indiano Bijoyanand Patnaik, fondatore e presidente del Kalinga Foundation Trust. Il nome deriva dalla antica repubblica di Kalinga, ora parte dello stato indiano di Orissa, dove è nato e vive tuttora Bijoyanand Patnaik.
Il nome ufficiale del premio è Kalinga Prize for the Popularization of Science. Viene assegnato annualmente a Nuova Delhi, e il premiato riceve la somma di 10.000 sterline.

## Albo dei premiati
| - 1952 Louis de Broglie – Francia - 1953 Julian Huxley – Regno Unito - 1954 Waldemar Kaempffert – Stati Uniti - 1955 Augusto Pi Sunyer – Venezuela - 1956 George Gamow – Stati Uniti - 1957 Bertrand Russell Regno Unito - 1958 Karl von Frisch Germania - 1959 Jean Rostand – Francia - 1960 Ritchie Calder – Regno Unito - 1961 Arthur C. Clarke – Regno Unito - 1962 Gerald Piel – Stati Uniti - 1963 Jagjit Singh – India - 1964 Warren Weaver – Stati Uniti - 1965 Eugene Rabinovitch – Stati Uniti - 1966 Paul Couderc – Francia - 1967 Fred Hoyle – Regno Unito - 1968 Gavin de Beer – Regno Unito - 1969 Konrad Lorenz – Austria - 1970 Margaret Mead – Stati Uniti - 1971 Pierre Augier – Francia - 1972 Philip H. Abelson – Stati Uniti; Nigel Calder – Regno Unito - 1973 non assegnato | - 1974 José Reis – Brasile Luis Estrada – Messico - 1975 non assegnato - 1976 George Porter – Regno Unito Alexander Oparin – Unione Sovietica - 1977 Fernand Seguin – Canada - 1978 Hoimar von Ditfurth – Germania - 1979 Sergei Kapitza – Unione Sovietica - 1980 Aristide Bastidas – Venezuela - 1981 David Attenborough – Regno Unito Dennis Flanagan – Stati Uniti - 1982 Oswaldo Frota-Pessoa – Brasile - 1983 Abdullah Al Muti Sharafuddin – Bangladesh - 1984 Yves Coppens – Francia Igor Petryanov – Unione Sovietica - 1985 Peter Medawar – Regno Unito - 1986 Nicolai G. Basov – Unione Sovietica David Suzuki – Canada - 1987 Marcel Roche – Venezuela - 1988 Björn Kurtén – Finlandia - 1989 Saad Ahmed Shabaan – Egitto | - 1990 Misbah-Ud-Din Shami – Pakistan - 1991 Radu Iftimovici – Romania Narender K. Sehgal – India - 1992 Jorge Flores Valdés – Messico Peter Okebukola – Nigeria - 1993 Piero Angela – Italia - 1994 Nikolai N. Drozdov – Russia - 1995 Julieta Fierro Gossman – Messico - 1996 Jiří Grygar – Repubblica Ceca Jayant V. Narlikar – India - 1997 Dorairajan Balasubramanian – India - 1998 Regina Paz Lopez – Filippine Ennio Candotti – Brasile - 1999 Marian Addy – Ghana Emil Gabrielian – Armenia - 2000 Ernst W. Hamburger – Brasile - 2001 Stefano Fantoni – Italia - 2002 Marisela Salvatierra – Venezuela - 2003 Pervez Hoodbhoy – Pakistan - 2004 Jean Audouze – Francia | - 2005 Jeter Bertoletti – Brasile - 2006 non assegnato - 2007 non assegnato - 2008 non assegnato - 2009 Yash Pal – India Trinh Xuan Thuan – Vietnam - 2010 non assegnato - 2011 René Raúl Drucker Colín – Messico - 2013 Xiangyi Li – Cina - 2015 Diego Golombek – Argentina - 2017 Erik Jacquemyn – Belgio - 2019 Karl Kruszelnicki – Australia - 2021 Jean-Pierre Luminet – Francia |

## Statistiche
Fino al 2021 il premio è stato assegnato a 72 persone provenienti da 27 paesi:
| Paese                     | Numero di premi |
| ------------------------- | --------------- |
| Regno Unito               | 10 volte        |
| USA                       | 8 volte         |
| Francia                   | 7 volte         |
| India                     | 5 volte         |
| Russia (Unione Sovietica) | 5 volte         |
| Brasile                   | 5 volte         |
| Venezuela                 | 4 volte         |
| Messico                   | 4 volte         |
| Pakistan                  | 2 volte         |
| Germania                  | 2 volte         |
| Italia                    | 2 volte         |
| Canada                    | 2 volte         |
| Argentina                 | 1 volta         |
| Armenia                   | 1 volta         |
| Australia                 | 1 volta         |
| Austria                   | 1 volta         |
| Bangladesh                | 1 volta         |
| Belgio                    | 1 volta         |
| Repubblica Ceca           | 1 volta         |
| Finlandia                 | 1 volta         |
| Egitto                    | 1 volta         |
| Ghana                     | 1 volta         |
| Romania                   | 1 volta         |
| Nigeria                   | 1 volta         |
| Filippine                 | 1 volta         |
| Vietnam                   | 1 volta         |
| Cina                      | 1 volta         |